# 제물포중학교
제물포중학교(濟物浦中學校)는 대한민국 인천광역시 서구 가좌동에 있는 공립 중학교이다.

## 학교 연혁
- 1981년 1월 17일 : 제물포중학교 설립 인가
- 1981년 6월 19일 : 제물포중학교 개교식
- 2007년 3월 5일 : 국악관현악단 ‘횃불’ 창단
- 2009년 3월 1일 : 어학실(English Zone) 개실
- 2010년 11월 30일 : 전·후관 연결 통로 완공
- 2011년 12월 22일 : 인조 잔디운동장 개장
- 2017년 12월 22일 : 동아리 활동실, 역도부 훈련실 현대화
- 2017년 2월 28일 : 도서실 현대화
- 2019년 1월 30일 : 다목적 강당(제빛누리) 신축
- 2022년 8월 18일 : 인성On실 구축
- 2022년 3월 1일 : 제13대 심준보 교장 취임
- 2023년 2월 3일 : 제40회 졸업식(19,033명)
- 2023년 3월 2일 : 신입생 149명 입학

## 참고 자료
- 제물포중학교 - 한국교육학술정보원 학교알리미